# 中山正暉
中山 正暉（なかやま まさあき、1932年〈昭和7年〉6月14日 - ）は、日本の政治家。自由民主党所属で衆議院議員を務めた。大阪市出身。学位は法学士。勲等は勲一等旭日大綬章。財団法人異文化コミュニケーション財団理事。

## 略歴

### 生い立ち
父は戦前に衆議院議員、戦後に参議院議員を務め、弁護士でもあった中山福蔵。母は初の女性閣僚（厚生大臣）となった中山マサ。
大阪市西区に生まれ、大阪府立生野中学校（旧制）に入学。太平洋戦争後の学制改革に伴い、男女共学化のための交流先の大阪府立勝山高等学校（勝山高等女学校）に移り、勝山高校を卒業。1955年（昭和30年）に中央大学法学部法律学科を卒業した。

### 政界
母マサが第1次池田内閣の厚生大臣時代に秘書官を務めたのをきっかけに、政界入りする。大阪市議会議員を経て、1969年に母の地盤を受け継いで衆議院議員に初当選する（当選同期に小沢一郎・羽田孜・梶山静六・奥田敬和・林義郎・渡部恒三・綿貫民輔・塩崎潤・村田敬次郎・松永光・浜田幸一など）。以来連続11期当選を果たし、国会議員生活は30年以上に及んだ。
冷戦中の1970年代には中川一郎や渡辺美智雄、石原慎太郎ら自由民主党の同僚議員とともに「青嵐会」に参加するなど、「タカ派の論客」として鳴らした。1978年に日中平和友好条約が国会で審議された際は衆議院外務委員会で唯一反対し、衆議院本会議でも反対の姿勢を貫いた。
1981年5月には自民党北方領土問題特別委員長の立場で村上正邦参議院議員とともに、当時のドミトリー・ポリャンスキー駐日ソ連大使と対談し、ソ連による北方領土の不法占領を強く批判した。
1984年2月、日本・イスラエル友好議員連盟が発足して中山が初代事務局長に就任（後年、同議連会長も務めた）。
竹下登内閣で郵政大臣として初入閣し、自社連立の村山富市改造内閣では発言で中韓の反発を招き引責辞任した江藤隆美の後任として総務庁長官、小渕恵三内閣では建設大臣・国土庁長官として入閣、第1次森喜朗内閣でも留任した。
1996年（平成8年）は新進党元職前田正に大阪4区で破れ比例復活。
2000年に自身最後の立候補で初の小選挙区勝利を果たした。

### 拉致議連
1997年に中山ら自由民主党の議員が中心になり設立された、北朝鮮による日本人拉致問題の解決を目指す「北朝鮮拉致疑惑日本人救援議員連盟」（「拉致議連」、現「北朝鮮に拉致された日本人を早期に救出するために行動する議員連盟」）の設立メンバーとなり、さらに同議連の会長を務めた。
当初は、拉致被害者の横田めぐみの両親と衆議院議員会館で共同会見を行い「拉致問題が解決するまでは北朝鮮に対して食糧支援を行わない」と発言するなど、「タカ派の論客」らしい強硬な姿勢を見せていた。
しかし、1997年11月に北朝鮮の平壌を訪れ、帰国した後に急遽、各方面に日本人拉致事件そのものを否定する説を発表したり、2000年には拉致議連会長のまま日朝友好議員連盟の会長に就任し、「拉致問題は幽霊のように実体のないもの」、と日本人拉致事件そのものを否定した上で、「まず北朝鮮との国交正常化を行った後に拉致問題の解決を行うべき」と発言するなど、拉致議連の会長自らが問題そのものを否定したりする消極的な言動を行った。
この中山の言動は、議員連盟のみならず、政界内や多くの国民から強い批判を浴びた。その後、中山は「北朝鮮拉致疑惑日本人救済議員連盟」と「日朝友好議員連盟会長」の両会長を辞した。
2002年、勲一等旭日大綬章受賞。

### 政界引退
2003年、母マサから譲り受け長年保ってきた地盤を、長男の中山泰秀に譲り、政界から引退した。2004年、中央大学学員会（同窓会）会長に就任。

### 年譜
- 1955年（昭和30年） - 3月、中央大学法学部卒業
- 1951年 - 6月、中山マサ衆議院議員秘書
- 1953年 - 5月、中山福蔵参議院議員秘書
- 1959年 - 6月、中山マサ衆議院議員秘書
- 1960年 - 7月、厚生大臣秘書官
- 1960年 - 12月、中山マサ衆議院議員秘書
- 1963年 - 4月、大阪市議会議員（2期）
- 1969年 - 12月、衆議院議員当選（第41回総選挙まで当選連続10回）
- 1974年 - 11月、労働政務次官
- 1976年 - 9月、厚生政務次官
- 1981年 - 12月、衆議院外務委員長
- 1984年 - 11月、自由民主党国民運動本部長
- 1987年 - 11月、郵政大臣
- 1991年（平成3年） - 1月、衆議院安全保障特別委員長
- 1995年 - 11月、総務庁長官
- 1998年 - 8月、衆議院予算委員長
- 1999年 - 10月、建設大臣・国土庁長官

## 議員連盟
- 憲法20条を考える会（顧問）

## 拉致解決への妨害疑惑

### 拉致議連会長
上述のように、「北朝鮮拉致疑惑日本人救援議員連盟（旧拉致議連）」の設立メンバーで会長も務めていたにもかかわらず、平壌訪問以降は、拉致事件否定説を発表したり、拉致議連会長のまま日朝友好議員連盟の会長に就任するなど矛盾する言動を取り、各方面から大きな非難を受けた。この言動について、かつての盟友の石原慎太郎から問い質された際には、「（拉致問題は）あんたが考えているほど簡単なものではないんだよ」とにべもなく答えている（この発言は後述のコラムに取り上げられた）。

### 有本恵子拉致事件解決への妨害
2002年3月には、拉致被害者の有本恵子の母・嘉代子に電話をかけ、救う会の佐藤勝巳らを「共産党北京派で、拉致問題解決を妨害している」と事実無根の誹謗をした上で「救う会の運動から手を引けば平壌に連れて行って恵子さんと会わせてやる」と語った（それに対し嘉代子は、「救う会を取ります」と回答した）。また、有本の拉致によど号ハイジャック犯の妻・八尾恵が関与したことを受けて「これは日本人が日本人を拉致したのであって北朝鮮政府とは関わりないことだ」とも語った。
その後、5月7日昼に、中山は赤坂プリンスホテルの中華料理店で「救う会」の役員に、「有本恵子さんは生きている」と語る。9月21日12時頃には、「救う会」の西岡力が秘書を通じて、中山にこの発言の根拠を確認したが、無回答であった。
東京都知事の石原慎太郎は、同年4月8日に『産経新聞』の連載コラム「日本よ」で「この政治家たちの体たらく」と題してこの中山発言を取り上げ、「被害者の家族への恫喝か、加害者たるテロ国家への気配りなのか、何ゆえのへつらいなのか」と批判した。それに対して中山は激怒し、石原を提訴したが敗訴した（下記の「騒動」を参照）。
同年9月に『週刊文春』が直撃インタビューした際、よど号ハイジャック犯の妻を「北朝鮮でよど号のメンバーと結婚し、子供まで生んでおいて自分一人だけ日本に帰り……そんな女の言うこと、どこまで信じられるのかなあ」と誹謗し、嘉代子への発言の根拠としていたはずの彼女の拉致関与の告白を否定した。
中山は一連の行動の理由として、上記のよど号ハイジャック犯の妻が逮捕されないこと、拉致問題が1995年になってようやく『警察白書』に取り上げられたことなどに疑問を持ち、拉致問題を政治的に利用する勢力がいると考えるようになったため、と主張している。
なお、中山と共に訪朝した青木宏之も同様の発言を行った。

### 「建国義勇軍」による銃弾送付
衆議院総選挙直前の2003年10月21日、長男・泰秀の事務所に「建国義勇軍」を差出人とした封書が送付されていたことが判明した。封書の中身は、銃弾と、中山の拉致問題への対応を非難する内容が書かれた紙だった。

## 人物
- 2002年、かつて青嵐会で同志だった石原慎太郎東京都知事に「北朝鮮による日本人拉致問題に関する自らの発言を曲解し、新聞紙上（上記参照）で名誉を傷つけられた」として訴訟を起こした。提訴した理由として中山は、「石原の記事が原因で右翼団体による抗議を受け、結果妻が倒れる事態にまでなったにもかかわらず、石原に抗議したのに彼が逃げ続けたため」、と主張している。訴訟を起こす前の同年5月15日、参議院の国会等移転問題特別委員会に参考人として出席していた石原を待ち伏せし、マスコミの面前で口論となり、「安物ヒトラー」「もう絶交や」と絶叫した。以降、石原とは完全に袂を分かち、長年の親友・浜田幸一と共に石原批判の急先鋒となる。2004年、東京地裁は『「北朝鮮政府の立場に同調しているのではないか」と誤解を招く』として中山の訴えを棄却した。
- 当初は水田派に属していたが、中曽根派-渡辺派を経て、のちに村上・亀井派-江藤・亀井派に属した。渡辺派では最後の事務総長を務めた。2003年に中曽根康弘以下幹部の居並ぶ派閥会合の席で亀井静香らを痛烈に批判し、派閥を脱会した。ちなみに後継者の泰秀は森派入りしている。
- 2004年10月、政界を引退し自宅にいたところ、息子の泰秀の名を騙って賠償金を請求する電話を受けた。典型的な「オレオレ詐欺」のパターンで、本人に連絡して詐欺であることを確認し、被害を未然に防いだ[10]。

## 報道
- 日本ボクシング連盟の当時の山根明会長が週刊新潮で告白した記事によると、山根が日本に密入国した後に日本に帰化した際のエピソードで、「日本に帰化してから40年近くになります。帰化する時には、ボクシングの関係で知り合った10人ほどの大学の先生に保証人になってもらいました。あと、その時に中山正暉いう衆議院議員の先生にもお世話になった。僕は中山先生のボディーガードも長いことしてたんですよ。推薦状などの帰化の書類は中山先生の秘書の原田さんが法務局に出してくれて、それでオーケーになりました」と、中山の協力があった事を明かしている。中山本人はこれが事実か問われ、「原田という秘書は確かにおりましたけれど、いろんな方が来られたものですから、ちょっと分からないですね……」と肯定も否定もしなかった[11]。

## 家族
父は戦前に衆議院議員、戦後に参議院議員を務めた中山福蔵、母は厚生大臣を務めた中山マサ。兄は元外務大臣で前衆議院議員の中山太郎、長男は前衆議院議員の中山泰秀。

## 出演番組
- 名人劇場「和田アキ子デビュー20周年 笑って許しておしゃべりコンサート｣（1988年2月28日、関西テレビ）
- たかじんのそこまで言って委員会（読売テレビ）
- 中山泰秀のやすトラダムス（Kiss FM KOBE）
2012年12月10日、17日のパーソナリティー担当（息子、泰秀の衆議院選挙出馬によるピンチヒッター）

## 活動
- 日中国会議員書画展へ書画を提供している。[12]